# Ahafo Ano sud
Le district de Ahafo Ano sud est l’un des 21 districts de la Région d'Ashanti.